# Irondale (Georgia)
Irondale – jednostka osadnicza w Stanach Zjednoczonych, w stanie Georgia, w hrabstwie Clayton.